# Heubachwiesen (COE-001)
Koordinaten: 51° 51′ 10″ N, 7° 5′ 25″ O

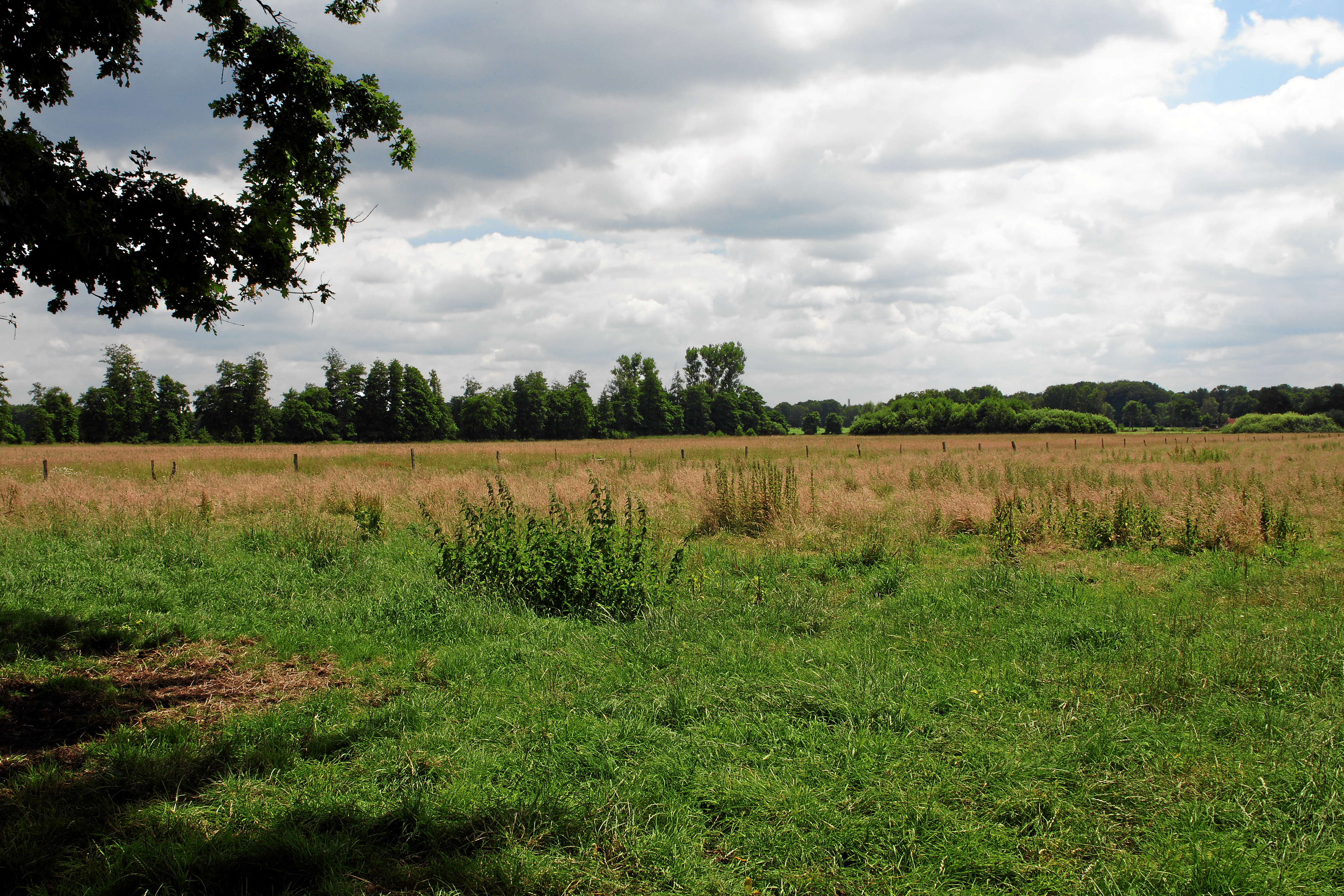
Naturschutzgebiet Heubachwiesen (COE-001) (Juni 2014)

Das Naturschutzgebiet Heubachwiesen (COE-001) liegt auf dem Gebiet der Stadt Coesfeld im Kreis Coesfeld in Nordrhein-Westfalen.
Das 56,48 Hektar große Gebiet, das im Jahr 1982 unter Naturschutz gestellt wurde, erstreckt sich nördlich von Maria Veen, einem Ortsteil von Reken, direkt an der am nordwestlichen Rand vorbeiführenden Landesstraße 600.
Das Naturschutzgebiet ist Teil des EU-Vogelschutzgebiets „Heubachniederung, Lavesumer Bruch und Borkenberge“.

## Bedeutung
Die Unterschutzstellung erfolgt zur Erhaltung, Förderung und Wiederherstellung von Lebensgemeinschaften oder Lebensstätten, insbesondere von seltenen, zum Teil stark gefährdeten Wat- und Wiesenvögeln, Gänsen und von seltenen, zum Teil gefährdeten Pflanzengesellschaften des offenen Wassers und des feuchten Grünlandes.